# Roboam
Roboam (ebraică: רחבעם Rehav'am) a fost primul rege al Regatului Iuda separat de Regatul Israel. El este fiul lui Solomon și nepotul lui David. Mama lui era Naama Amonita.

## Anii domniei
Domnia lui Roboam este datată ca fiind între anii 922 î.Hr. - 915 î.Hr. (Albright), 931 î.Hr. - 913 î.Hr. (Thiele) și 931 î.Hr. - 914 î.Hr. (Galil). Este cert un lucru, durata domniei sale: "Iar în Iuda domnea Roboam, fiul lui Solomon. Roboam, când s-a făcut rege, era ca de patruzeci și unu de ani; și a domnit șaptesprezece ani în Ierusalim, în cetatea pe care a ales-o Domnul din toate semințiile lui Israel, ca să petreacă numele lui Acolo. Pe mama lui (a lui Roboam) o chema Naama Amonita)" (III Regi 14:21).

## Domnia și războaiele

Regatul Iuda și Regatul Israel

Roboam a fost pus rege peste evrei după moartea tatălui său, Solomon. Dar unsprezece triburi s-au revoltat împotriva lui și l-au pus rege pe Ieroboam. Astfel, Roboam a rămas rege doar peste tribul lui Iuda. În tot timpul domniei sale, Roboam a purtat război cu Ieroboam pentru a-și recăpăta teritoriile.
În anul al cincilea al domniei lui Roboam (probabil 926 î.Hr.), faraonul Șișac (identificat cu Șoenșec I) a atacat Ierusalimul și l-a prădat, toată vistieria și tot aurului regelui Roboam fiind furat. Se spune că în locul scuturilor de aur, făurite de Solomon, Roboam a făcut unele de aramă, care erau purtate numai la ceremonii.
Roboam a avut împreună cu Maaca, fiica lui Abesalom, un fiu, Abia,care a devenit rege după moartea sa.
1. 1 2  EIeBE / Rehabeam[*] Verificați valoarea |titlelink= (ajutor)
2. ↑  20, Cartea a doua Paralipomena
3. ↑  10, Cartea întâi Paralipomena
4. 1 2  19, 2 Chronicles 11[*]